# Gylfi Einarsson
Gylfi Einarsson (ur. 27 października 1978 w Reykjavíku) – islandzki piłkarz,
środkowy pomocnik, od stycznia 2011 roku piłkarz klubu Fylkir.

## Kariera klubowa
Gylfi piłkarską karierę rozpoczynał w Fylkir, w tym klubie grał przez cztery lata i w lipcu 2001 przeszedł do Lillestrøm SK, gdzie grał jego rodak Indriði Sigurðsson. Pierwszy sezon nie był zbyt udany, zagrał 18 meczów, tylko raz strzelając gola. Sezon 2002 był już lepszy, zagrał 22 mecze raz zdobywając jedną bramkę. W sezonie 2003
zagrał w 17 meczach i strzelił 2 gole. W tym sezonie dołączyło do niego dwóch kolejnych Islandczyków. Jego ostatnim sezonem w tym klubie był sezon 2004. Ten sezon okazał się jak na razie najlepszym sezonem w jego karierze. Zagrał w 26 meczach, aż dwunastokrotnie pokonywał bramkarzy rywali. Po tym sezonie przeszedł do klubu, w którym grał bardzo niewiele i sierpniu 2007 roku odszedł nie przedłużając kontraktu. Zimą 2008 roku dołączył do SK Brann, gdzie zagrał jak dotąd 2 sezony.

## Kariera reprezentacyjna
Gylfi w reprezentacji Islandii zagrał 24 mecze strzelając 1 bramkę i strzelił ją przeciwko Włochom w meczu wygranym 2:0. W reprezentacji zadebiutował w wygranym 5:0
meczu z Maltą, zmieniając w 56 minucie meczu Helgiego Kolviðssona.